# Le Quatrième Homme (série télévisée)
Pour les articles homonymes, voir Le Quatrième Homme.
Le Quatrième Homme (Den fjärde mannen) est une série télévisée suédoise créée par Kristian Petri et diffusée sur SVT en décembre 2014 et sur Arte en décembre 2017.

## Synopsis
24 avril 1975 : prise d'otages à l'ambassade d'Allemagne de l'Ouest à Stockholm par la fraction armée rouge (RAF).
Les photos d'Ulrike Meinhof et de la bande à Baader emprisonnées à Stuttgart sont diffusées.
1989 : Kjell Ohlsson du département des statistiques est assassiné. L'affaire est classée meurtre entre homosexuels.
2011 : Lars Martin Johansson, le nouveau directeur de la sûreté de l'État, et son équipe mènent l'enquête à la recherche de la quatrième personne du groupe de quatre Suédois, dont Kjell Ohlsson, Sten Welander et Theo Tischler, soupçonnés d'avoir apporté un soutien logistique au commando allemand « Holger Meins » de la RAF.

## Fiche technique
- Titre original : Den fjärde mannen
- Création : Kristian Petri (sv)
- Réalisation : Kristian Petri[4]
- Scénario : d'après le roman Sous le soleil de minuit / Autre temps, autre vie (sv) de Leif G. W. Persson[4]
- Adaptation : Sara Heldt, Johan Widerberg[4]
- Producteurs exécutifs : Maria Nordenberg[4]
- Photographie : Stefan Kullänger[4]
- Sociétés de production : SVT, DR, NRK, Yle[4]
- Sociétés de distribution (télévision) : SVT, SF, Yle, Arte[5]
- Pays d'origine :  Suède
- Langue originale : suédois
- Genre : policier
- Durée : 175 minutes = 59[4] + 58 + 58

## Distribution
- Rolf Lassgård (VF : Bernard Métraux) : Lars Martin Johansson (sv), nouveau directeur de la sûreté de l'État, de nos jours en 2011
- Helena af Sandeberg (VF : Marie Chevalot) : Jeanette Eriksson (sv), lieutenant de police dirigée par Evert Bäckström en 1989 puis Lars Martin Johansson
- Claes Malmberg (sv) (VF : Patrice Melennec) : Evert Bäckström (sv), commissaire de police, chef de Jeanette Eriksson
- Per Svensson (sv) (VF : Guillaume Orsat) : Bo Jarnebring (sv), inspecteur de police, coéquipier de Jeanette Eriksson
- Henrik Norlén (VF : Jean-Baptiste Marcenac) : Jan Lewin, analyste du groupe de Lars Martin Johansson
- Shima Niavarani (sv) (VF : Charlotte Ricateau) : Linda Martinez, lieutenant de police du groupe de Lars Martin Johansson
- Jacob Ericksson (sv) (VF : Xavier Béja) : Nilsson, conseiller spécial du premier ministre
- Helena Bergström (VF : Danièle Douet) : Helena Stein, secrétaire d'État, de nos jours
- Ida Engvoll : Helena Stein à 17 ans en 1975
- Kjell Bergqvist : Erik Berg, ancien directeur de la sûreté de l'État remplacé par Lars Martin Johansson
- Johannes Brost : Åke Persson, ancien commissaire de police de la sûreté de l'État
- Jonas Karlsson : Claes Waltin (sv), policier de la sûreté de l'État
- Lena B. Eriksson (sv) : Pia, la femme de Lars Martin Johansson
- Erik Johansson (sv) : Theodor Tischler, homme d'affaires
- Erik Ehn (sv) : Sten Welander, producteur de télévision
- Sven Ahlström (sv) : Kjell Ohlsson du département de statistiques, assassiné en 1989
- Paul Guilfoyle : Michael Liska dénommé the Bear
- Sebastian Hülk : Lutz Taufer
- Nikola Kastner : Hanna Krabbe
- Anders Johannisson : Wijnbladh
- Douglas Johansson (sv) : Stridh
- Zardasht Rad : le chauffeur de Lars Martin Johansson
- Nikola Ruzicic : Behrnard Rössner
- Anton Weil : Karl Heinz Dellwo
- Sten Ljunggren (sv) : le commandant à la retraite
- Meta Velander (sv) : la voisine qui entend du bruit
- Sandra Redlaff (sv) : Jolanta, la femme d’origine polonaise qui fait le ménage chez Ohlsson

Source et légende : Version française (VF) selon le carton de doublage d'Arte.

## Épisodes
1. 1989 : Ohlsson est poignardé. Le commissaire Bäckström entraîne son équipe constituée du duo Eriksson[4] et Jarnebring sur la piste d'un règlement de comptes homophobe[2].
2. 2011 : Jeanette Eriksson fait maintenant partie de l'équipe de Lars Martin Johansson qui rouvre l'affaire Ohlsson liée à l'attentat meurtrier de 1975 à Stockholm contre l'ambassade d'Allemagne de l'Ouest[2]. Les noms de trois des personnes du groupe ayant hébergé le commando des terroristes allemands sont identifiés.
3. Le quatrième homme[5] serait une femme ambitieuse qui veut oublier ses erreurs de jeunesse[2].